# Rhamdella
Rhamdella is een geslacht van straalvinnige vissen uit de familie van de antennemeervallen (Heptapteridae).

## Soorten
- Rhamdella aymarae Miquelarena & Menni, 1999
- Rhamdella cainguae Bockmann & Miquelarena, 2008
- Rhamdella eriarcha (Eigenmann & Eigenmann, 1888)
- Rhamdella exsudans (Jenyns, 1842)
- Rhamdella jenynsii (Günther, 1864)
- Rhamdella longiuscula Lucena & da Silva, 1991
- Rhamdella montana Eigenmann, 1913
- Rhamdella rusbyi Pearson, 1924